# Stenodynerus charanthis
Stenodynerus charanthis är en stekelart som beskrevs av Richard Mitchell Bohart 1980. Stenodynerus charanthis ingår i släktet smalgetingar, och familjen Eumenidae. Inga underarter finns listade i Catalogue of Life.